# Printkop

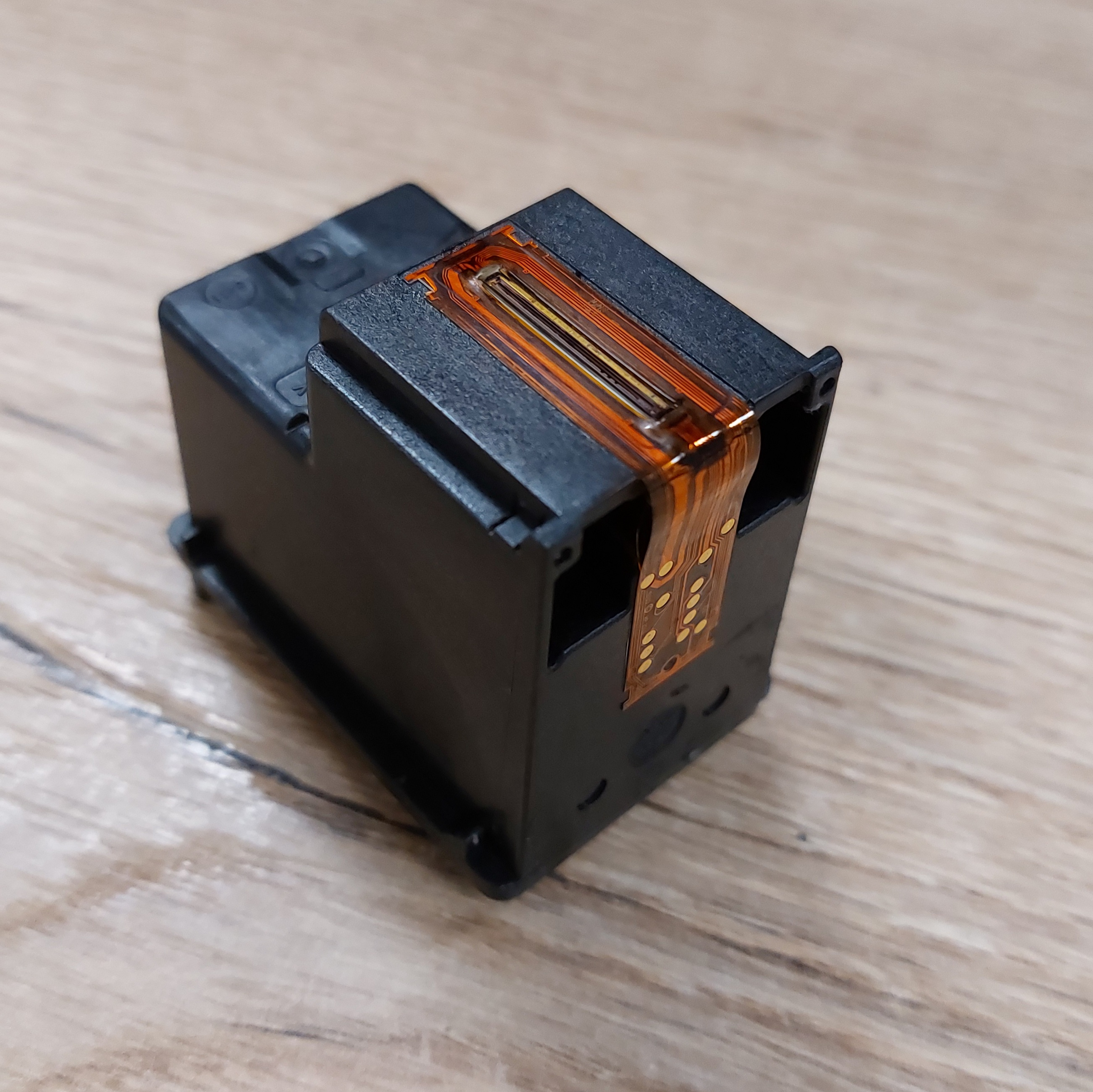
Een printkop ingebouwd op een inktcartridge

Een printkop is een onderdeel van een printer en zorgt ervoor dat de inkt in de inktcartridge op het papier wordt geprint.
De inkt wordt in kleine hoeveelheden via minuscule spuitmondjes in de printkop op het papier gespoten. Met een stappenmotor die tandriem in de printer laat bewegen, wordt de printkop aangedreven. Dit zorgt ervoor dat de printkop heen en weer beweegt en zodat de inkt op de juiste plaats op het papier wordt aangebracht. Enkel en alleen bij inkjetprinters worden de inktdruppeltjes met behulp van de printkop op het papier gespoten. Een printkop heeft ongeveer 400 spuitmondjes waarbij door ieder kanaaltje zo'n 4 à 5 picoliter (biljoenste liter) inkt gespoten wordt. Hierdoor wordt de inkt nauwkeurig op het papier aangebracht.

## Printkop reinigen
Een printkop kan indrogen wanneer deze een lange tijd niet actief is. Hierdoor kunnen er verstoppingen ontstaan wat resulteert in slechte afdrukken zoals vage strepen en vlekken. Vaak wordt dan ook geadviseerd om minimaal 1 keer per maand te printen om indroging te voorkomen.
Wanneer de printkop is ingedroogd hoeft deze echter niet meteen vervangen te worden. Met het ingebouwde reinigingsprogramma in de printer is het namelijk mogelijk om de printkop schoon te maken. Hierbij wordt er inkt door de printkop gespoeld. Het kan zijn dat dit proces meerdere malen herhaald dient te worden.

## Verschillende printkoppen
Een printkop komt voor in verschillende vormen. Over het algemeen wordt er onderscheid gemaakt tussen een interne printkop en een externe printkop. Een interne printkop is een printkop die in printer zelf zit ingebouwd. Een externe printkop is een printkop die op de cartridge zit ingebouwd.

### Een printkop in de printer
Een interne printkop is ingebouwd in de printer. Doordat een printkop een duur onderdeel is, zullen deze printers dan ook wat duurder zijn dan printers zonder ingebouwde printkop.
Echter maakt het de benodigde cartridge wel een stuk goedkoper, omdat er dus geen printkop op de cartridge dient te zitten.

### Een printkop op een cartridge
Een externe printkop zit ingebouwd op de cartridge. Zo'n cartridge wordt ook wel een blokcartridge genoemd. Doordat dit dure stukje techniek op een blokcartridge zit, zijn deze cartridges enorm duur. Iedere keer als de cartridge leeg is en vervangen dient te worden, wordt dus ook de dure printkop vervangen.
Nog een nadeel van cartridges met printkoppen is dat ze zijn onderverdeeld in twee cartridges (in tegenstelling tot andere cartridges die zijn onderverdeeld in vier of vijf cartridges), namelijk zwart en kleur. In de kleuren-blokcartridge zitten de kleuren cyaan, magenta en geel. Wanneer één van deze kleuren leeg is, maar er nog voldoende andere kleur inzit, dient de gehele kleurencartridge alsnog vervangen te worden.
Vaak wordt er daarom dan ook geadviseerd om een printer te kopen waarbij de printkop in de printer zit ingebouwd.